# HTM (motorfiets)
HTM is een Duits bedrijf dat in 2000 een prototype van een motorfiets maakte dat aan zeer strenge milieu-eisen voldeed.
HTM staat voor: Hartmut Taborsky Moto. In 2000 bouwde men daar de Ultra Low Emission Bike (ULEB). Dit gebeurde in samenwerking met het Nederlandse bedrijf GET (Gas Engine Technology). Het prototype was een omgebouwde Moto Guzzi V 11 Sport die aan zeer strenge emissie-eisen voldeed. Het doel was de motor zo ver te krijgen dat hij de voor auto’s geldende Euro-3 emissie eisen haalde.